# 拉福尔德萨莱姆
拉福尔德萨莱姆，是西班牙巴伦西亚自治区巴伦西亚省的一个市镇。总面积4平方公里，总人口369人（2001年），人口密度92人/平方公里。